# Lista de comunas de Carântono
Lista das 404 comunas do departamento francês de Carântono.
- (CAA) Communauté d'agglomération du Grand Angoulême, created in 2000.

| INSEE | Postal | Comuna                    |
| ----- | ------ | ------------------------- |
| 16001 | 16500  | Abzac                     |
| 16002 | 16700  | Les Adjots                |
| 16003 | 16110  | Agris                     |
| 16004 | 16190  | Aignes-et-Puypéroux       |
| 16005 | 16140  | Aigre                     |
| 16007 | 16490  | Alloue                    |
| 16008 | 16140  | Ambérac                   |
| 16009 | 16490  | Ambernac                  |
| 16010 | 16300  | Ambleville                |
| 16011 | 16560  | Anais                     |
| 16012 | 16130  | Angeac-Champagne          |
| 16013 | 16120  | Angeac-Charente           |
| 16014 | 16300  | Angeduc                   |
| 16015 | 16000  | Angoulême (CAA)           |
| 16016 | 16500  | Ansac-sur-Vienne          |
| 16017 | 16170  | Anville                   |
| 16018 | 16130  | Ars                       |
| 16019 | 16290  | Asnières-sur-Nouère       |
| 16020 | 16390  | Aubeterre-sur-Dronne      |
| 16021 | 16250  | Aubeville                 |
| 16339 | 16170  | Auge-Saint-Médard         |
| 16023 | 16460  | Aunac                     |
| 16024 | 16560  | Aussac-Vadalle            |
| 16025 | 16360  | Baignes-Sainte-Radegonde  |
| 16026 | 16430  | Balzac                    |
| 16027 | 16140  | Barbezières               |
| 16028 | 16300  | Barbezieux-Saint-Hilaire  |
| 16029 | 16210  | Bardenac                  |
| 16030 | 16300  | Barret                    |
| 16031 | 16700  | Barro                     |
| 16032 | 16120  | Bassac                    |
| 16033 | 16460  | Bayers                    |
| 16034 | 16210  | Bazac                     |
| 16035 | 16450  | Beaulieu-sur-Sonnette     |
| 16036 | 16250  | Bécheresse                |
| 16037 | 16210  | Bellon                    |
| 16038 | 16350  | Benest                    |
| 16039 | 16700  | Bernac                    |
| 16040 | 16480  | Berneuil                  |
| 16041 | 16250  | Bessac                    |
| 16042 | 16140  | Bessé                     |
| 16043 | 16170  | Bignac                    |
| 16044 | 16700  | Bioussac                  |
| 16045 | 16120  | Birac                     |
| 16046 | 16250  | Blanzac-Porcheresse       |
| 16047 | 16320  | Blanzaguet-Saint-Cybard   |
| 16048 | 16480  | Boisbreteau               |
| 16049 | 16390  | Bonnes                    |
| 16050 | 16120  | Bonneuil                  |
| 16051 | 16170  | Bonneville                |
| 16053 | 16360  | Bors-de-Baignes           |
| 16052 | 16190  | Bors-de-Montmoreau        |
| 16054 | 16350  | Le Bouchage               |
| 16055 | 16410  | Bouëx                     |
| 16056 | 16200  | Bourg-Charente            |
| 16057 | 16120  | Bouteville                |
| 16058 | 16100  | Boutiers-Saint-Trojan     |
| 16059 | 16240  | Brettes                   |
| 16060 | 16370  | Bréville                  |
| 16061 | 16590  | Brie                      |
| 16062 | 16300  | Brie-sous-Barbezieux      |
| 16063 | 16210  | Brie-sous-Chalais         |
| 16064 | 16420  | Brigueuil                 |
| 16065 | 16500  | Brillac                   |
| 16066 | 16480  | Brossac                   |
| 16067 | 16110  | Bunzac                    |
| 16068 | 16260  | Cellefrouin               |
| 16069 | 16230  | Cellettes                 |
| 16070 | 16150  | Chabanais                 |
| 16071 | 16150  | Chabrac                   |
| 16072 | 16250  | Chadurie                  |
| 16073 | 16210  | Chalais                   |
| 16074 | 16300  | Challignac                |
| 16076 | 16350  | Champagne-Mouton          |
| 16075 | 16250  | Champagne-Vigny           |
| 16077 | 16290  | Champmillon               |
| 16078 | 16430  | Champniers                |
| 16079 | 16360  | Chantillac                |
| 16081 | 16140  | La Chapelle               |
| 16082 | 16320  | Charmant                  |
| 16083 | 16140  | Charmé                    |
| 16084 | 16380  | Charras                   |
| 16085 | 16260  | Chasseneuil-sur-Bonnieure |
| 16086 | 16150  | Chassenon                 |
| 16087 | 16350  | Chassiecq                 |
| 16088 | 16200  | Chassors                  |
| 16089 | 16100  | Châteaubernard            |
| 16090 | 16120  | Châteauneuf-sur-Charente  |
| 16091 | 16480  | Châtignac                 |
| 16092 | 16320  | Chavenat                  |
| 16093 | 16380  | Chazelles                 |
| 16094 | 16460  | Chenommet                 |
| 16095 | 16460  | Chenon                    |
| 16096 | 16310  | Cherves-Châtelars         |
| 16097 | 16370  | Cherves-Richemont         |
| 16098 | 16240  | La Chèvrerie              |
| 16099 | 16480  | Chillac                   |
| 16100 | 16150  | Chirac                    |
| 16101 | 16440  | Claix                     |
| 16102 | 16100  | Cognac                    |
| 16103 | 16320  | Combiers                  |
| 16104 | 16700  | Condac                    |
| 16105 | 16360  | Condéon                   |
| 16106 | 16500  | Confolens                 |
| 16107 | 16560  | Coulgens                  |
| 16108 | 16330  | Coulonges                 |
| 16109 | 16200  | Courbillac                |
| 16110 | 16240  | Courcôme                  |
| 16111 | 16190  | Courgeac                  |
| 16112 | 16210  | Courlac                   |
| 16113 | 16400  | La Couronne (CAA)         |
| 16114 | 16460  | Couture                   |
| 16115 | 16250  | Cressac-Saint-Genis       |
| 16116 | 16300  | Criteuil-la-Magdeleine    |
| 16117 | 16210  | Curac                     |
| 16118 | 16190  | Deviat                    |
| 16119 | 16410  | Dignac                    |
| 16120 | 16410  | Dirac                     |
| 16121 | 16290  | Douzat                    |
| 16122 | 16140  | Ébréon                    |
| 16123 | 16170  | Échallat                  |
| 16124 | 16220  | Écuras                    |
| 16125 | 16320  | Édon                      |
| 16127 | 16240  | Empuré                    |
| 16128 | 16490  | Épenède                   |
| 16129 | 16120  | Éraville                  |
| 16130 | 16210  | Les Essards               |
| 16131 | 16500  | Esse                      |
| 16132 | 16150  | Étagnac                   |
| 16133 | 16250  | Étriac                    |
| 16134 | 16150  | Exideuil                  |
| 16135 | 16220  | Eymouthiers               |
| 16136 | 16700  | La Faye                   |
| 16137 | 16380  | Feuillade                 |
| 16138 | 16730  | Fléac (CAA)               |
| 16139 | 16200  | Fleurac                   |
| 16140 | 16230  | Fontclaireau              |
| 16141 | 16230  | Fontenille                |
| 16142 | 16240  | La Forêt-de-Tessé         |
| 16143 | 16410  | Fouquebrune               |
| 16144 | 16140  | Fouqueure                 |
| 16145 | 16200  | Foussignac                |
| 16146 | 16410  | Garat                     |
| 16147 | 16320  | Gardes-le-Pontaroux       |
| 16148 | 16170  | Genac                     |
| 16149 | 16270  | Genouillac                |
| 16150 | 16130  | Gensac-la-Pallue          |
| 16151 | 16130  | Genté                     |
| 16152 | 16130  | Gimeux                    |
| 16153 | 16200  | Gondeville                |
| 16154 | 16160  | Gond-Pontouvre (CAA)      |
| 16155 | 16140  | Les Gours                 |
| 16156 | 16170  | Gourville                 |
| 16157 | 16450  | Le Grand-Madieu           |
| 16158 | 16380  | Grassac                   |
| 16297 | 16120  | Graves-Saint-Amant        |
| 16160 | 16300  | Guimps                    |
| 16161 | 16480  | Guizengeard               |
| 16162 | 16320  | Gurat                     |
| 16163 | 16290  | Hiersac                   |
| 16164 | 16490  | Hiesse                    |
| 16165 | 16200  | Houlette                  |
| 16166 | 16340  | L'Isle-d'Espagnac (CAA)   |
| 16167 | 16200  | Jarnac                    |
| 16168 | 16560  | Jauldes                   |
| 16169 | 16100  | Javrezac                  |
| 16170 | 16190  | Juignac                   |
| 16171 | 16130  | Juillac-le-Coq            |
| 16172 | 16320  | Juillaguet                |
| 16173 | 16230  | Juillé                    |
| 16174 | 16200  | Julienne                  |
| 16175 | 16250  | Jurignac                  |
| 16176 | 16300  | Lachaise                  |
| 16177 | 16120  | Ladiville                 |
| 16178 | 16300  | Lagarde-sur-le-Né         |
| 16179 | 16300  | Lamérac                   |
| 16180 | 16390  | Laprade                   |
| 16183 | 16310  | Lésignac-Durand           |
| 16181 | 16500  | Lessac                    |
| 16182 | 16420  | Lesterps                  |
| 16184 | 16460  | Lichères                  |
| 16185 | 16140  | Ligné                     |
| 16186 | 16130  | Lignières-Sonneville      |
| 16187 | 16730  | Linars (CAA)              |
| 16188 | 16310  | Le Lindois                |
| 16189 | 16700  | Londigny                  |
| 16190 | 16240  | Longré                    |
| 16191 | 16230  | Lonnes                    |
| 16193 | 16100  | Louzac-Saint-André        |
| 16194 | 16140  | Lupsault                  |
| 16195 | 16450  | Lussac                    |
| 16196 | 16230  | Luxé                      |
| 16197 | 16240  | La Magdeleine             |
| 16198 | 16320  | Magnac-Lavalette-Villars  |
| 16199 | 16600  | Magnac-sur-Touvre (CAA)   |
| 16200 | 16230  | Maine-de-Boixe            |
| 16201 | 16250  | Mainfonds                 |
| 16202 | 16200  | Mainxe                    |
| 16203 | 16380  | Mainzac                   |
| 16204 | 16120  | Malaville                 |
| 16205 | 16500  | Manot                     |
| 16206 | 16230  | Mansle                    |

| INSEE | Postal | Comuna                          |
| ----- | ------ | ------------------------------- |
| 16207 | 16140  | Marcillac-Lanville              |
| 16208 | 16170  | Mareuil                         |
| 16209 | 16110  | Marillac-le-Franc               |
| 16210 | 16570  | Marsac                          |
| 16211 | 16380  | Marthon                         |
| 16212 | 16310  | Massignac                       |
| 16213 | 16310  | Mazerolles                      |
| 16214 | 16270  | Mazières                        |
| 16215 | 16210  | Médillac                        |
| 16216 | 16200  | Mérignac                        |
| 16217 | 16100  | Merpins                         |
| 16218 | 16370  | Mesnac                          |
| 16220 | 16200  | Les Métairies                   |
| 16221 | 16140  | Mons                            |
| 16222 | 16620  | Montboyer                       |
| 16223 | 16220  | Montbron                        |
| 16224 | 16300  | Montchaude                      |
| 16225 | 16310  | Montembœuf                      |
| 16226 | 16330  | Montignac-Charente              |
| 16227 | 16390  | Montignac-le-Coq                |
| 16228 | 16170  | Montigné                        |
| 16229 | 16240  | Montjean                        |
| 16230 | 16190  | Montmoreau-Saint-Cybard         |
| 16231 | 16420  | Montrollet                      |
| 16232 | 16600  | Mornac                          |
| 16233 | 16120  | Mosnac                          |
| 16234 | 16290  | Moulidars                       |
| 16236 | 16440  | Mouthiers-sur-Boëme             |
| 16237 | 16460  | Mouton                          |
| 16238 | 16460  | Moutonneau                      |
| 16239 | 16310  | Mouzon                          |
| 16240 | 16390  | Nabinaud                        |
| 16241 | 16230  | Nanclars                        |
| 16242 | 16700  | Nanteuil-en-Vallée              |
| 16243 | 16200  | Nercillac                       |
| 16244 | 16440  | Nersac (CAA)                    |
| 16245 | 16270  | Nieuil                          |
| 16246 | 16190  | Nonac                           |
| 16247 | 16120  | Nonaville                       |
| 16248 | 16140  | Oradour                         |
| 16249 | 16500  | Oradour-Fanais                  |
| 16250 | 16220  | Orgedeuil                       |
| 16251 | 16480  | Oriolles                        |
| 16252 | 16210  | Orival                          |
| 16253 | 16240  | Paizay-Naudouin-Embourie        |
| 16254 | 16390  | Palluaud                        |
| 16255 | 16450  | Parzac                          |
| 16256 | 16480  | Passirac                        |
| 16257 | 16250  | Péreuil                         |
| 16258 | 16250  | Pérignac                        |
| 16259 | 16270  | La Péruse                       |
| 16260 | 16390  | Pillac                          |
| 16261 | 16260  | Les Pins                        |
| 16262 | 16170  | Plaizac                         |
| 16263 | 16250  | Plassac-Rouffiac                |
| 16264 | 16490  | Pleuville                       |
| 16267 | 16190  | Poullignac                      |
| 16268 | 16700  | Poursac                         |
| 16269 | 16110  | Pranzac                         |
| 16270 | 16150  | Pressignac                      |
| 16271 | 16400  | Puymoyen (CAA)                  |
| 16272 | 16230  | Puyréaux                        |
| 16273 | 16240  | Raix                            |
| 16274 | 16110  | Rancogne                        |
| 16275 | 16140  | Ranville-Breuillaud             |
| 16276 | 16360  | Reignac                         |
| 16277 | 16200  | Réparsac                        |
| 16279 | 16210  | Rioux-Martin                    |
| 16280 | 16110  | Rivières                        |
| 16281 | 16110  | La Rochefoucauld                |
| 16282 | 16110  | La Rochette                     |
| 16283 | 16320  | Ronsenac                        |
| 16284 | 16210  | Rouffiac                        |
| 16285 | 16320  | Rougnac                         |
| 16286 | 16170  | Rouillac                        |
| 16287 | 16440  | Roullet-Saint-Estèphe           |
| 16192 | 16270  | Roumazières-Loubert             |
| 16289 | 16310  | Roussines                       |
| 16290 | 16220  | Rouzède                         |
| 16291 | 16600  | Ruelle-sur-Touvre (CAA)         |
| 16292 | 16700  | Ruffec                          |
| 16293 | 16310  | Saint-Adjutory                  |
| 16294 | 16190  | Saint-Amant                     |
| 16295 | 16330  | Saint-Amant-de-Boixe            |
| 16296 | 16230  | Saint-Amant-de-Bonnieure        |
| 16298 | 16170  | Saint-Amant-de-Nouère           |
| 16300 | 16230  | Saint-Angeau                    |
| 16301 | 16300  | Saint-Aulais-la-Chapelle        |
| 16302 | 16210  | Saint-Avit                      |
| 16303 | 16300  | Saint-Bonnet                    |
| 16304 | 16100  | Saint-Brice                     |
| 16306 | 16420  | Saint-Christophe                |
| 16307 | 16230  | Saint-Ciers-sur-Bonnieure       |
| 16308 | 16450  | Saint-Claud                     |
| 16310 | 16350  | Saint-Coutant                   |
| 16312 | 16170  | Saint-Cybardeaux                |
| 16309 | 16230  | Sainte-Colombe                  |
| 16349 | 16200  | Sainte-Sévère                   |
| 16354 | 16480  | Sainte-Souline                  |
| 16314 | 16190  | Saint-Eutrope                   |
| 16315 | 16480  | Saint-Félix                     |
| 16316 | 16130  | Saint-Fort-sur-le-Né            |
| 16317 | 16140  | Saint-Fraigne                   |
| 16318 | 16460  | Saint-Front                     |
| 16320 | 16570  | Saint-Genis-d'Hiersac           |
| 16321 | 16700  | Saint-Georges                   |
| 16322 | 16500  | Saint-Germain-de-Confolens      |
| 16323 | 16380  | Saint-Germain-de-Montbron       |
| 16325 | 16700  | Saint-Gourson                   |
| 16326 | 16230  | Saint-Groux                     |
| 16328 | 16190  | Saint-Laurent-de-Belzagot       |
| 16329 | 16450  | Saint-Laurent-de-Céris          |
| 16330 | 16100  | Saint-Laurent-de-Cognac         |
| 16331 | 16480  | Saint-Laurent-des-Combes        |
| 16332 | 16250  | Saint-Léger                     |
| 16334 | 16190  | Saint-Martial                   |
| 16335 | 16700  | Saint-Martin-du-Clocher         |
| 16336 | 16260  | Saint-Mary                      |
| 16337 | 16500  | Saint-Maurice-des-Lions         |
| 16338 | 16300  | Saint-Médard                    |
| 16340 | 16720  | Saint-Même-les-Carrières        |
| 16341 | 16470  | Saint-Michel (CAA)              |
| 16342 | 16300  | Saint-Palais-du-Né              |
| 16343 | 16130  | Saint-Preuil                    |
| 16344 | 16110  | Saint-Projet-Saint-Constant     |
| 16346 | 16210  | Saint-Quentin-de-Chalais        |
| 16345 | 16150  | Saint-Quentin-sur-Charente      |
| 16347 | 16210  | Saint-Romain                    |
| 16348 | 16290  | Saint-Saturnin (CAA)            |
| 16350 | 16390  | Saint-Séverin                   |
| 16351 | 16120  | Saint-Simeux                    |
| 16352 | 16120  | Saint-Simon                     |
| 16353 | 16220  | Saint-Sornin                    |
| 16355 | 16370  | Saint-Sulpice-de-Cognac         |
| 16356 | 16460  | Saint-Sulpice-de-Ruffec         |
| 16357 | 16480  | Saint-Vallier                   |
| 16358 | 16710  | Saint-Yrieix-sur-Charente (CAA) |
| 16359 | 16130  | Salles-d'Angles                 |
| 16360 | 16300  | Salles-de-Barbezieux            |
| 16361 | 16700  | Salles-de-Villefagnan           |
| 16362 | 16190  | Salles-Lavalette                |
| 16363 | 16420  | Saulgond                        |
| 16364 | 16310  | Sauvagnac                       |
| 16365 | 16480  | Sauvignac                       |
| 16366 | 16130  | Segonzac                        |
| 16368 | 16410  | Sers                            |
| 16369 | 16200  | Sigogne                         |
| 16370 | 16440  | Sireuil                         |
| 16371 | 16170  | Sonneville                      |
| 16372 | 16380  | Souffrignac                     |
| 16373 | 16240  | Souvigné                        |
| 16374 | 16800  | Soyaux (CAA)                    |
| 16375 | 16260  | Suaux                           |
| 16376 | 16270  | Suris                           |
| 16377 | 16260  | La Tâche                        |
| 16378 | 16700  | Taizé-Aizie                     |
| 16379 | 16110  | Taponnat-Fleurignac             |
| 16380 | 16360  | Le Tâtre                        |
| 16381 | 16240  | Theil-Rabier                    |
| 16382 | 16410  | Torsac                          |
| 16383 | 16560  | Tourriers                       |
| 16384 | 16360  | Touvérac                        |
| 16385 | 16600  | Touvre (CAA)                    |
| 16386 | 16120  | Touzac                          |
| 16387 | 16200  | Triac-Lautrait                  |
| 16388 | 16730  | Trois-Palis                     |
| 16389 | 16350  | Turgon                          |
| 16390 | 16140  | Tusson                          |
| 16391 | 16700  | Tuzie                           |
| 16392 | 16460  | Valence                         |
| 16393 | 16330  | Vars                            |
| 16394 | 16320  | Vaux-Lavalette                  |
| 16395 | 16170  | Vaux-Rouillac                   |
| 16396 | 16460  | Ventouse                        |
| 16397 | 16140  | Verdille                        |
| 16398 | 16310  | Verneuil                        |
| 16399 | 16130  | Verrières                       |
| 16400 | 16510  | Verteuil-sur-Charente           |
| 16401 | 16330  | Vervant                         |
| 16402 | 16120  | Vibrac                          |
| 16403 | 16350  | Le Vieux-Cérier                 |
| 16404 | 16350  | Vieux-Ruffec                    |
| 16405 | 16300  | Vignolles                       |
| 16406 | 16220  | Vilhonneur                      |
| 16408 | 16320  | Villebois-Lavalette             |
| 16409 | 16240  | Villefagnan                     |
| 16410 | 16700  | Villegats                       |
| 16411 | 16140  | Villejésus                      |
| 16412 | 16560  | Villejoubert                    |
| 16413 | 16240  | Villiers-le-Roux                |
| 16414 | 16230  | Villognon                       |
| 16415 | 16430  | Vindelle                        |
| 16416 | 16310  | Vitrac-Saint-Vincent            |
| 16417 | 16120  | Viville                         |
| 16418 | 16400  | Vœuil-et-Giget                  |
| 16419 | 16330  | Vouharte                        |
| 16420 | 16250  | Voulgézac                       |
| 16421 | 16220  | Vouthon                         |
| 16422 | 16410  | Vouzan                          |
| 16423 | 16330  | Xambes                          |
| 16424 | 16210  | Yviers                          |
| 16425 | 16110  | Yvrac-et-Malleyrand             |